# ブルーノ・クロッパー
ブルーノ・クロッパー（Bruno Klopfer, 1900年10月1日 - 1971年10月23日）は、アメリカ合衆国の心理学者である。米国における投映法性格検査の発展、特にロールシャッハ・テストの普及と標準化において中心的な役割を担った。

## 生涯
ブルーノ・クロッパーは1900年10月1日、ドイツ帝国（現在のドイツ）に生まれた。彼はフライブルク大学で心理学を学び、1922年に博士号を取得した。初期のキャリアはドイツで形成され、ベルリン大学でマックス・ヴェルトハイマーに師事するなど、ゲシュタルト心理学の影響を強く受けた。
1933年にナチスが政権を掌握すると、クロッパーはユダヤ系であったため、迫害を逃れてアメリカ合衆国へ移住した。アメリカ到着後、彼はニューヨークのサラ・ローレンス大学に職を得て、心理学の教鞭を執った。この時期から、彼はロールシャッハ・テストの研究と実践に深く関わるようになる。
彼は、その生涯を通してロールシャッハ・テストの理論的基盤の確立、実践的な応用、そして標準化に尽力した。1971年10月23日、71歳で死去した。

## 業績
クロッパーの主要な業績は、アメリカ合衆国におけるロールシャッハ・テストの普及と発展に大きく貢献した点にある。彼は、ロールシャッハ・テストが単なる診断ツールに留まらず、被験者のパーソナリティの全体像を理解するための強力な手段であると認識し、その活用を提唱した。
彼はロールシャッハ・テストの採点と解釈に関する体系的なアプローチを開発し、その信頼性と妥当性の向上に努めた。特に、反応の「場所」「決定因」「内容」「独創性」といった側面に焦点を当て、それらを詳細に分析することで、被験者の心的構造を深く洞察する手法を確立した。彼の方法は、後に様々なロールシャッハ派生システムに影響を与えた。
また、クロッパーはロールシャッハ研究の専門誌である『Journal of Projective Techniques』（後の『Journal of Personality Assessment』）の創刊者であり、初代編集長を務めた。この雑誌は、投映法に関する研究の発表の場となり、その発展に不可欠な役割を果たした。彼はまた、ロールシャッハ・テストに関する国際的な学会やワークショップを積極的に組織し、研究者間の交流と知識の共有を促進した。

## 主要な著書
- 『The Rorschach Technique』（1942年、ダグラス・ケリーとの共著）：ロールシャッハ・テストの標準的な実施、採点、解釈に関する詳細な手引書であり、長きにわたってその分野の古典とされてきた。
- 『Developments in the Rorschach Technique』（1954年-1971年、全3巻）：ロールシャッハ・テストの理論と実践における進歩をまとめたもので、彼自身の研究成果や同時代の研究者の知見が盛り込まれている。

## 評価と影響
ブルーノ・クロッパーは、アメリカ合衆国における臨床心理学、特に性格アセスメントの分野において、パイオニアの一人として高く評価されている。彼のロールシャッハ・テストに対する貢献は、この検査が単なる実験的な手法から、精神医学的診断やパーソナリティ評価において広く用いられる臨床ツールへと発展する上で決定的なものであった。
彼の提唱した分析枠組みは、後続の多くの研究者や臨床家に影響を与え、ロールシャッハ・テストの教育と実践の基礎を築いた。彼の努力により、ロールシャッハ・テストは心理療法の過程における洞察の促進、パーソナリティの理解、そして精神病理の診断に不可欠な手段として確立された。
しかし、ロールシャッハ・テスト自体の科学的妥当性や信頼性については、後に様々な議論が提起された。それでもなお、クロッパーが投映法に与えた影響は大きく、彼の業績は心理学史に名を刻んでいる。